# 20313 Фредріксон
20313 Фредріксон (20313 Fredrikson) — астероїд головного поясу, відкритий 20 березня 1998 року.
Тіссеранів параметр щодо Юпітера — 3,433.